# Télécommunications optiques spatiales

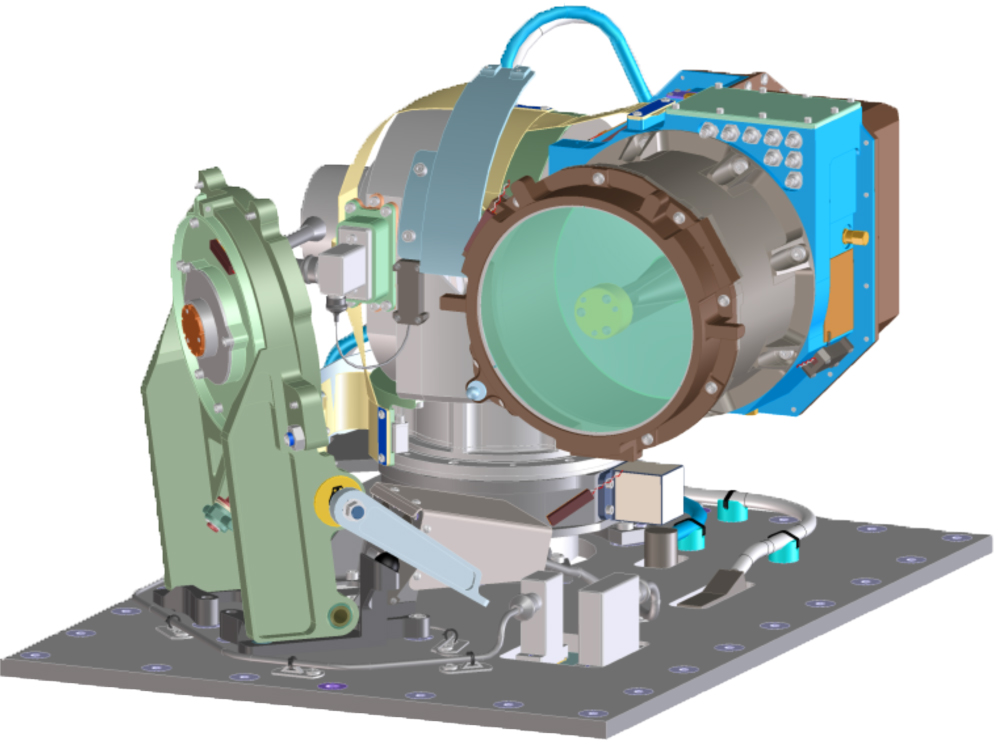
Schéma du terminal optique de la sonde spatiale lunaire LADEE de la NASA.

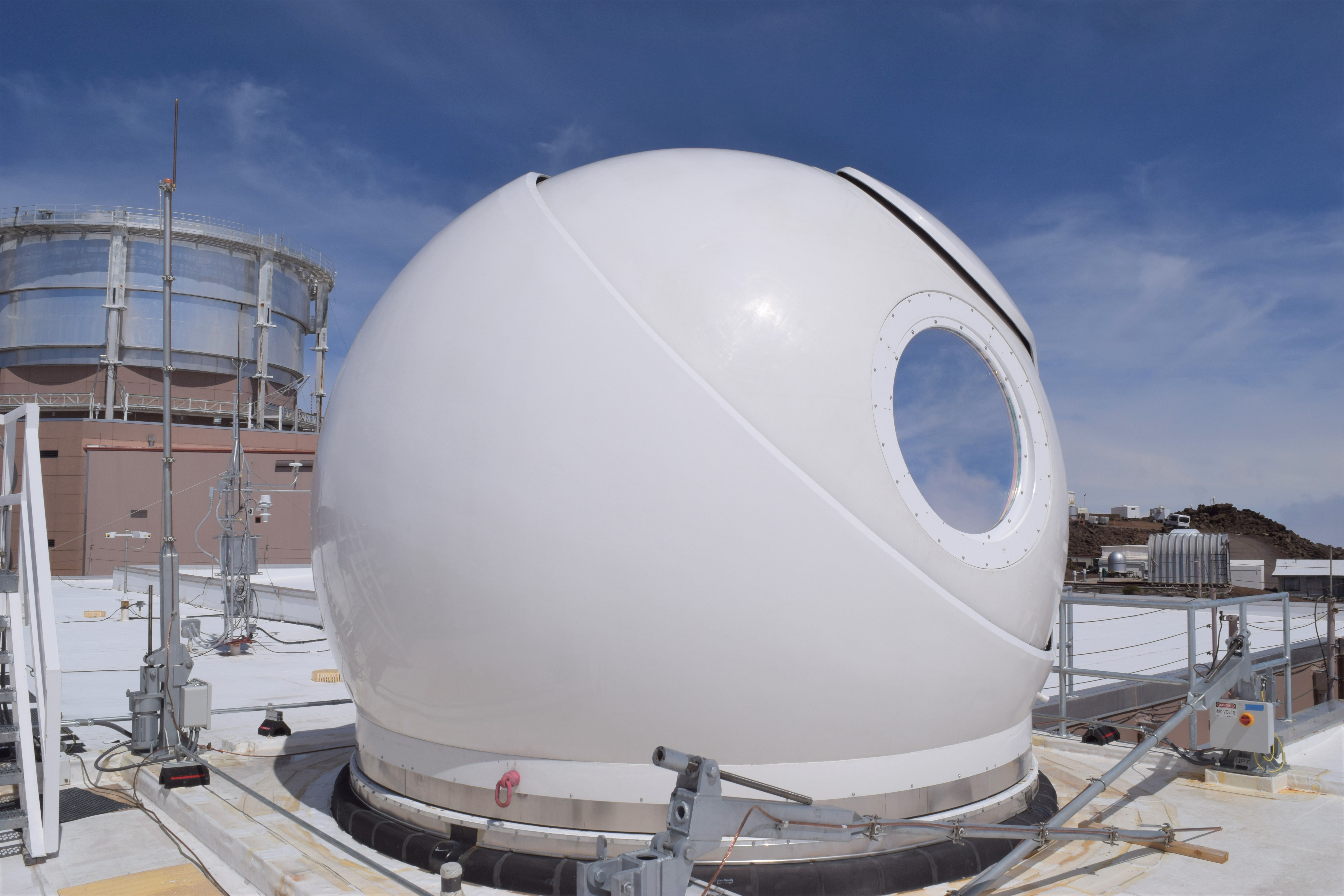
Station de réception optique OGS-2 installée à Hawaï et utilisée comme station de réception secondaire par l'expérience LLCD de la NASA.

Les télécommunications optiques spatiales sont une catégorie de télécommunications spatiales reposant sur l'utilisation de laser pour la transmission des données. Cette technique permet d'accroitre considérablement le débit par rapport aux liaisons radio, grâce à la fréquence élevée du signal et de la divergence réduite du faisceau optique émis par le laser, tout en réduisant la puissance électrique nécessaire ainsi que la masse et le cout des équipements de télécommunications. Les télécommunications optiques spatiales constituent une des applications des communications optiques en espace libre. L'utilisation du laser dans ce contexte se heurte toutefois à la nécessité d'un pointage extrêmement précis depuis un support se déplaçant éventuellement à grande vitesse par rapport au récepteur et lorsque ce dernier se trouve au sol à des problèmes de transparence de l'atmosphère qui peuvent interdire toute liaison durant une fraction significative de l'année. Malgré ces contraintes les premières utilisations opérationnelles se développent au cours de la deuxième moitié de la décennie 2010 après une longue période d'expérimentation de solutions techniques qui se poursuit toujours en 2023.
Le recours aux liaisons optiques vise à répondre à différents contextes : croissance du volume des données transmises par la charge utile embarquée sur les satellites (relais radio, instruments scientifiques, caméras, radars, ...), recherche d'une réduction des couts des équipements de télécommunications et de la taille des satellites, maintien d'un débit significatif lorsque l'engin spatial se trouve à grande distance de la Terre. Les liaisons optiques peuvent s'appliquer à différentes configurations : liaison directe entre satellite et station au sol ou via un satellite géostationnaire jouant le rôle de relais, liaison entre satellites circulant sur une orbite basse (constellation de satellites de télécommunications), liaison entre une  sonde spatiale circulant dans le système solaire et la Terre avec des distances se chiffrant en centaines de millions de kilomètres.
Alors que les applications terrestres des liaisons optiques se développent rapidement dans les années 1970 à travers la création de réseaux utilisant la  fibre optique, leur application dans le domaine spatial est freinée par l'impact de l'atmosphère sur les signaux optiques. Ce n'est que dans les années 1990 que les premières expériences sont réalisées par la NASA. Celles-ci profitent de la mise au point de composants intégrés utilisés par les réseaux terrestres. Depuis le début des années 2000  cette technologie fait l'objet de nombreuses expérimentations en particulier de la part de l'agence spatiale américaine, la NASA : LLCD  (2013) liaison optique entre une sonde spatiale (LADEE) en orbite autour de la Lune et une station de réception terrestre, OPALS (2014) liaison optique entre la Station spatiale internationale et une station de réception terrestre, LCRD (depuis 2021) test d'une liaison optique passant par un satellite relais en orbite géostationnaire. Les premiers systèmes opérationnels sont en cours de déploiement depuis le milieu de la décennie 2010 : système ERDS européen (liaison entre satellite d'observation de la Terre et satellite relais en orbite géostationnaire) ainsi que les constellations Starlink de SpaceX et Transport Layer du département de la Défense des États-Unis circulant sur une orbite basse (liaisons inter-satellites). En juin 2024, l’Office national d’études et de recherches aérospatiales [ONERA], réalise une liaison  bidirectionnelle laser pré-compensée par optique adaptative à plus de 38’000 km avec le soutien de la DGA, entre la charge utile TELEO développée par Airbus Defence and Space (ADS) en orbite géostationnaire et sa station sol FEELINGS - FEEder LINks Ground Station - située sur le site ONERA du Fauga-Mauzac. En 2021, à la demande de la Direction générale de l’armement [DGA] et l’Agence de l’innovation de défense [AID], Unseenlabs en partenariat avec Cailabs (respectivement cubesat et charge utile) développent le programme Keraunos [« foudre » en grec ancien] qui doit permettre une communication optique par laser à haut débit entre un nanosatellite et une station au sol transportable (terre, air, mer). Un satellite est lancé en novembre 2023 sur une orbite basse, une première liaison réussie est réalisée à la mi-2024. Pour les militaires, la liaison optique aérienne permet en plus d'un débit élevé, une grande discrétion et ne pose pas de problème de partage des fréquences entre différents utilisateurs.

## Contexte

### Des volumes de données de plus en plus importants produits par des satellites de plus en plus petits
L'orbite terrestre basse est le plus souvent retenue pour les satellites d'observation de la Terre car la faible distance avec la surface de la Terre permet d'obtenir une bonne résolution spatiale. Les satellites placés sur cette orbite étaient traditionnellement des satellites de grande taille (masse > 500 kilogrammes) emportant un grand nombre d'instruments effectuant des mesures dans de multiples fréquences. Le volume cumulé des données produites peut être particulièrement important. Par exemple le satellite Terra de la NASA lancé en 1999 produisait quotidiennement 200 gigaoctets de données. Les satellites n'emportant qu'un seul instrument peuvent également produire des volumes importants de données. Par exemple ICESat-2, placé en orbite en 2018 et équipé d'un lidar, produit quotidiennement un volume de 70 gigaoctets malgré une forte compression des données. Le satellite NISAR, qui est équipé d'un radar à synthèse d'ouverture et qui doit être lancé en 2024, devrait générer au minimum 4300 gigaoctets de données par jour. La mission franco-américaine SWOT (lancée en 2023), un satellite de 200 kilogrammes, transférera vers le sol un volume quotidien de 900 gigaoctets  après une compression des données d'un facteur 20.
Les applications spatiales ont de plus en plus recours à des satellites de petite taille mais qui produisent également des volumes considérables de données parfois du même ordre de grandeur que les gros satellites. Par exemple chaque session de 10 secondes du satellite radar ICEYE-X2 (70 kilogrammes) produit 2,4 gigaoctets de données. En cumulé, en partant de l'hypothèse d'un taux d'indisponibilité de 5%, cela représente 1000 gigaoctets de données à transférer. Même les CubeSats de quelques kilogrammes peuvent emporter des instruments générant des volumes considérables de données qui imposent une compression importante avant transfert. Mais les algorithmes de compression sont complexes et consomment des ressources importantes. Par exemple le CubeSat 6U RainCube, qui emporte un radar expérimental, produit 1100 gigaoctets de données (avec un taux d'indisponibilité de 25%) qui sont compressés à bord de manière à réduire le volume à transférer à 200 gigaoctets. Le CubeSat 6U GOMX-4B, qui emporte un imageur hyperspectral, produit chaque jour 1000 gigaoctets de données qui sont compressées d'un facteur 100 avant d'être transférées sur Terre.

### Les limites des systèmes de communication radio
Les satellites, qu'ils soient de petite ou de grande taille, doivent désormais transférer quotidiennement  des volumes de données qui peuvent atteindre 1000 gigaoctets et il est probable que ces valeurs soient dépassées s'il n'y avait pas un goulot d'étranglement au niveau du système de communications utilisé actuellement. Deux modes d'échange de données entre satellite et les stations de réception existent aujourd'hui :
- Le transfert direct vers une station terrienne lorsque le satellite la survole.
- Le recours à un satellite relais, généralement placé sur une orbite géostationnaire qui réceptionne les données transmises par le satellite et les relaie à la (les) station terrienne avec laquelle elle est en liaison permanente grâce à sa position fixe dans le ciel.

Le satellite relais permet un transfert en quasi temps réel (faible temps de latence), en permanence si on dispose d'un nombre de satellites relais suffisant ou sur une portion significative de l'orbite du satellite producteur de données. Par contre, compte tenu de la distance entre d'une part l'orbite basse et l'orbite géostationnaire et d'autre part entre l'orbite géostationnaire et la station de réception, cette architecture nécessite que les terminaux utilisés pour les communications à bord des satellites et sur Terre soient de grande taille donc pesants et consomment beaucoup d'énergie. L'architecture alternative, le transfert direct au moment du survol de la station terrienne, est particulièrement intéressant pour les satellites de petite taille car la distance étant faible il ne nécessite que des terminaux de petite taille. Par contre la durée de la liaison, qui n'est possible que le temps du survol, est relativement brève, de l'ordre de quelques minutes par jour (en moyenne 2% du temps), ce qui limite de manière importante le volume de données transmis. Par exemple un satellite circulant à une altitude de 600 kilomètres avec une inclinaison orbitale de 51° transférant des données à une station terrienne située à ne latitude de 41° sera survolée en moyenne 45 minutes par jour avec une hauteur au-dessus de l'horizon de 10° . Si le satellite dispose d'un émetteur radio reflétant l'état de l'art (100 mégabits / seconde), il pourra transférer environ 30 gigaoctets par jour. Pour dépasser cette limite en ayant recours aux technologies reposant sur des émissions radio, soit les données doivent être compressées à bord avec une dégradation sensible de la qualité soit il faut multiplier les stations terriennes utilisées par le satellite ou les déplacer vers des latitudes élevées (souvent survolées) entrainant une croissance notable des couts d'utilisation. L'alternative consisterait à accroitre le débit durant ces brefs survols grâce au recours à une liaison optique plus performante.

### Le cas particulier des sondes spatiales lancés dans le système solaire
Les communications avec un engin spatial explorant le système solaire, donc situé à très grande distance de la Terre, sont difficiles car le diamètre du faisceau d'ondes arrivant sur la Terre augmente comme le carré de la distance entre la sonde spatiale et la station de réception sur Terre. Or plus le faisceau d'ondes est large plus le signal reçu est faible. Dans le cas d'une sonde spatiale circulant au niveau de Pluton ou de Neptune, objets célestes distants d'environ 4 milliards de kilomètres de la Terre, le diamètre du faisceau d'ondes au niveau de la Terre est 10 milliards de fois plus large que celui émis par un satellite circulant sur une orbite géostationnaire terrestre. Autrement dit un émetteur radio capable de transmettre 10 gigabits/seconde depuis l'orbite géostationnaire ne pourra transmettre qu'un unique bit par seconde depuis l'orbite de Pluton ou Neptune. Pour accroitre ce débit on a d'une part amélioré la capacité des équipements radio embarqués sur les sondes spatiales (utilisation de fréquences radio plus courtes, augmentation du diamètre de l'antenne pour obtenir un faisceau d'ondes plus étroit) et d'autre part optimisé les stations réceptrices (sensibilité des récepteurs, diamètre de l'antenne accru). Ces efforts ont permis d'atteindre un débit de 6 mégabits/seconde depuis l'orbite martienne à bord de Mars Reconnaissance Orbiter grâce au changement de fréquences (utilisation de la bande Ka (32 GHz) au lieu de la bande X (8 GHz)) et un peu plus de 1 kilobit/s depuis l'orbite de Pluton,). Mais les perspectives d'amélioration des émetteurs/récepteurs radio sont réduites. Il est difficile d'augmenter la taille de l'antenne parabolique utilisée par la sonde spatiale car on est limité par le diamètre de la coiffe du lanceur. Côté récepteur les antennes paraboliques atteignent une taille qu'il devient difficile de dépasser (70 mètres pour les plus grosses antennes du Deep Space Network de la NASA) et on ne peut guère améliorer les mesures prises pour réduire le bruit de fond car les amplificateurs sont d'ores et déjà maintenus à des températures proches du zéro kelvin.
Or les instruments embarqués sur les engins explorant le système solaire génèrent des volumes de données de plus en plus importants en particulier les caméras, les radars et les spectromètres. Ainsi, du fait du goulot d'étranglement constitué par les capacités du système de communication, les engins chargés de réaliser la cartographie de Mars, comme MRO, n'ont pu réaliser celle-ci à la résolution maximale que sur une faible proportion de la surface de la planète malgré deux décennies d'observation continue. Pour cette raison la résolution spatiale et spectrale effective des données collectées par les sondes spatiales est de plusieurs ordres de grandeur inférieure celle des instruments utilisés sur les satellites orbitant autour de la Terre.

## Les apports d'une liaison optique

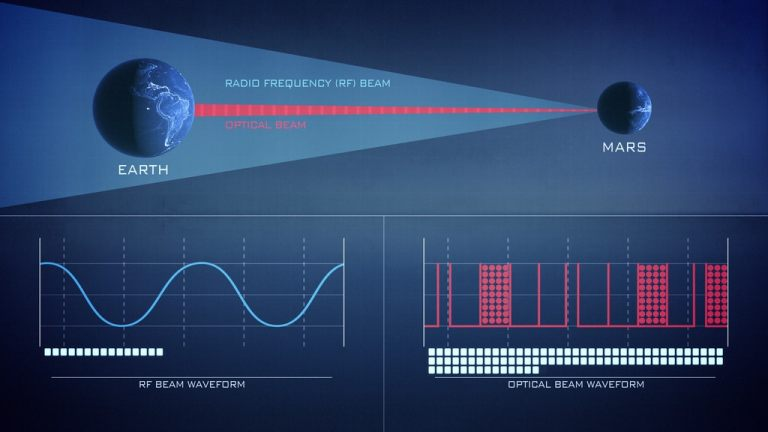
Le diamètre au niveau de la Terre du faisceau émis par un terminal optique depuis Mars est beaucoup plus étroit que celui émis par émetteur radio.

La technique des communications optiques par laser constitue une des solutions envisagées pour supprimer le goulot d'étranglement des liaisons radio entre le satellite et le sol. En utilisant un laser pour encoder et transmettre des données on peut accroitre d'un facteur 10 à 100 le débit de données par rapport à un système reposant sur les ondes radio.
Les principaux avantages sont :
- La fréquence du rayonnement dans la bande optique/proche infrarouge est beaucoup plus élevée que celle des ondes radio ce qui permet de transmettre de 10 à 100 fois plus de données qu'une liaison radio.
- L'utilisation du laser (lumière cohérente) permet une très faible divergence du signal. Celle-ci est 1 000 fois moins importante que celle d'un signal radio. Ainsi pour un engin en orbite autour de la Lune, le faisceau d'un émetteur radio fonctionnant en bande Ka et disposant d'une antenne de 75 cm de diamètre a un diamètre de 6 400 kilomètres lorsqu'il atteint la Terre alors que celui-ci n'est que de 6 kilomètres lorsque l'émetteur utilise un laser fonctionnant dans le proche infrarouge (15550 nanomètres) avec une optique ayant une ouverture de 10 centimètres. Cette caractéristique permet de réduire fortement la puissance nécessaire pour transmettre une même quantité de données ce qui permet d'alléger de manière sensible l'équipement à bord du satellite comme à Terre. L'émetteur optique LLCD utilisé par la sonde spatiale LADEE (2013) en orbite lunaire a une masse inférieure de 50% à son équivalent radio, consomme 25% d'energie en moins et permet un débit 6 fois supérieur[10].
- L'étroitesse du faisceau émis permet de mieux sécuriser les communications. Celles-ci ne peuvent être interceptées que dans une zone de surface beaucoup plus réduite.
- Pas de problème de partage des fréquences entre différents utilisateurs.

Les principaux inconvénients sont :
- Compte tenu de l'étroitesse du faisceau il faut pouvoir réaliser un pointage très fin de l'émetteur laser. Une déviation d'une fraction de degré entraine la perte de la liaison. Un pointage précis et continu est particulièrement difficile à obtenir lorsque la distance et la direction du récepteur évoluent rapidement, comme c'est le cas lorsqu'il s'agit de faire communiquer entre eux deux satellites circulant sur des orbites basses différentes (constellation Starlink : satellites se "croisant" à des vitesses relatives de plusieurs dizaines de km/s entre des satellites se trouvant à quelques milliers de kilomètres de distance).
- Sensibilité à la transparence optique de l'atmosphère lorsqu'il s'agit d'une liaison avec la Terre. Une liaison optique est beaucoup plus sensible qu'une liaison radio aux perturbations de l'atmosphère telles que les nuages, le brouillard, le smog et la fumée. Deux solutions sont envisageables pour pallier ce problème : l'utilisation de systèmes de communications hybride (radio/optique), l'implantation des stations de réception dans des régions caractérisées par une faible nébulosité ou situées en haute altitude ou la multiplication des stations terrestres susceptibles de recevoir les communications, utilisation de l'Optique adaptative[1].
- Le cout des terminaux optiques embarqués est actuellement prohibitif (de l'ordre de 10 millions US$). Toutefois avec la mise au point des technologies associées, la miniaturisation et la croissance de la demande, ce cout devrait rapidement décroitre.
- Un système de télécommunications optique n'est pas idéal pour les applications de diffusion d'émissions de télévision car l'étroitesse du faisceau ne permet de couvrir qu'une faible portion de territoire.

### Facteurs influençant le débit d'une liaison optique
Si on ne prend pas en compte l'impact de la traversée de l'atmosphère terrestre et en supposant que le système de pointage maintienne de manière continue la liaison, le débit d'une liaison optique est à peu près proportionnel à la puissance du laser de l'émetteur, inversement proportionnel au carré de la  distance entre l'émetteur et le récepteur et inversement proportionnel au carré de la divergence du faisceau émis qui dépend elle-même de la taille de l'optique de l'émetteur et de la longueur d'onde du laser.

## Fonctionnement
Une liaison optique est établie grâce à deux terminaux optiques communiquant entre eux par un faisceau laser. Un terminal optique comprend un modem optique, un amplificateur optique et une tête optique. Le modem peut être situé loin de la tête optique. Il existe différentes configurations pour assurer le pointage du faisceau lumineux. Les principaux paramètres d'un système de communication optique sont la fréquence, la modulation, le diamètre de l'ouverture et la portée.

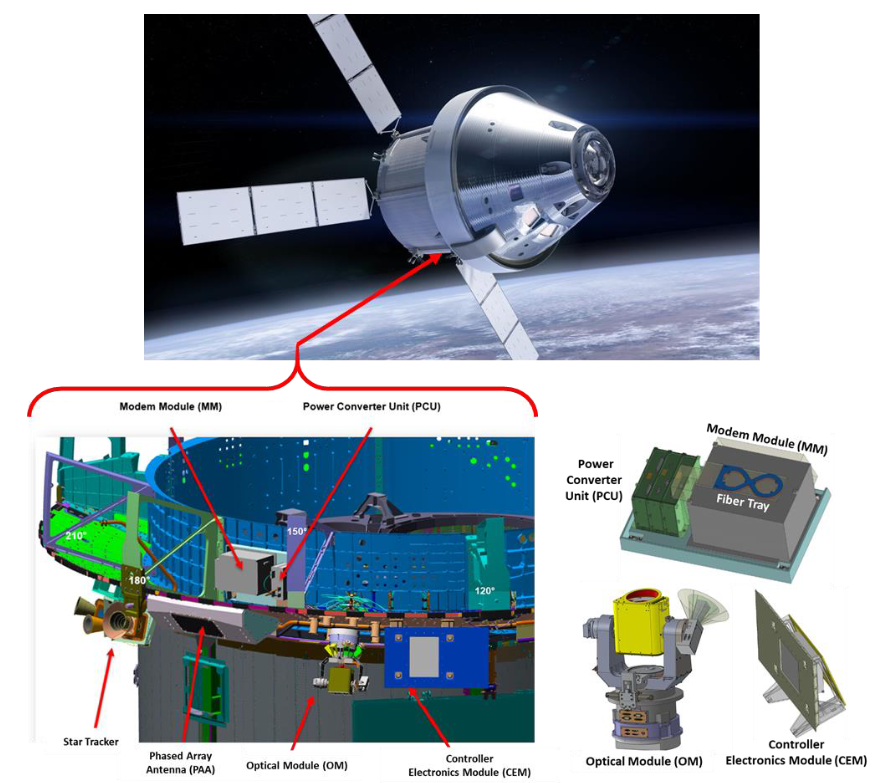
Localisation et composants du terminal optique O2O installé à bord du vaisseau Orion de la mission Artemis II.

### Pointage
Pour pouvoir établir une communication optique il faut un système de pointage très précis du fait de l'étroitesse du faisceau optique. Pour les engins spatiaux communiquant avec la Terre depuis l'orbite terrestre, la précision du pointage doit être comprise entre 10 et 100 microradians selon l'altitude. Elle doit être de l'ordre de 1 microradian (= ~0,2 seconde d'arc) au niveau de l'orbite martienne et doit atteindre 100 nanoradians au niveau de la ceinture de Kuiper. Généralement le pointage repose sur deux mécanismes. Le système de contrôle d'attitude du satellite réalise un pointage grossier qui est complété par un système de pointage plus fin intégré dans le terminal optique : la tête optique est montée sur des cardans avec un ou deux degrés de liberté. Mais il existe également des terminaux optiques qui n'utilisent que le système de contrôle d'attitude du satellite. Pour que l'équipement embarqué à bord de l'engin spatial puisse localiser la station terrestre réceptrice, celle-ci émet un signal laser qui sert de balise.

### Longueur d'onde du laser

Pour les liaisons optiques entre les engins spatiaux et la Terre, la longueur d'onde du laser choisie tient compte des "fenêtres atmosphériques". Il en existe plusieurs en proche infrarouge et une en moyen infrarouge aux alentours de 10 microns.

La longueur d'onde utilisée pour les communications optiques spatiales se situe dans les longueurs du proche infrarouge qui ne sont pas bloquées par l'atmosphère terrestre. Pour des raisons économiques, les lasers utilisés sont ceux développés pour les réseaux terrestres de fibre optique qui fonctionnent dans les longueurs d'onde 850, 1064, 1300 et 1550 nanomètres. Pour les liaisons descendantes (satellite vers Terre), la longueur d'onde 1550 nm a été privilégiée car, en-dessous de 1400 nanomètres, le rayonnement laser présente un danger pour l'œil humain. Toutes ces longueurs d'onde sont affectées par la présence des gouttelettes d'eau de très petite taille (diamètre proche de la longueur d'onde du laser) présentes dans les nuages et le brouillard ce qui réduit la disponibilité des stations de réception et nécessite leur multiplication pour supprimer la contrainte du mauvais temps. La longueur d'onde 10 microns (infrarouge moyen)  est moins sensible aux  conditions météorologiques défavorables mais les lasers fonctionnant dans cette longueur d'onde sont encore au stade expérimental en 2023. La longueur d'onde 1064 nanomètres, pour laquelle il existe des lasers de forte puissance, est utilisée pour le verrouillage du pointage (laser installé dans la station de réception sur Terre) et pour les liaisons inter-satellites .

### Largeur du faisceau laser émis au point de réception
L'énergie produite par le laser est focalisée par la tête optique (télescope) de manière à générer un faisceau très étroit. Plus la divergence du faisceau est faible et plus le terminal optique récepteur recevra d'énergie et sera donc à même de traiter les données et de réduire les erreurs. La valeur du demi-angle du faisceau émis (β) est calculée par la formule :
{\displaystyle \sin {\beta }={\frac {1{,}22{\;}\lambda }{D}}{M^{2}}}
où D est le diamètre de l'ouverture du télescope, λ la longueur d'onde du rayon émis par le laser et M un paramètre sans dimension caractérisant le système émettant le rayon laser. Pour réduire la divergence il faut donc augmenter  l'ouverture (diamètre) du télescope de l'émetteur et sélectionner, si on a le choix, la longueur d'onde la plus courte possible (l'infrarouge proche est donc plus performant que l'infrarouge moyen). Dans certaines configurations, pour établir la liaison entre les deux terminaux optiques, ceux-ci émettent dans un premier temps un faisceau plus puissant (énergie) et plus large qui permet leur détection mutuelle. Les modems optiques peuvent être gérés à l'aide de programmes et capables d'utiliser plusieurs types de modulation et de codage.

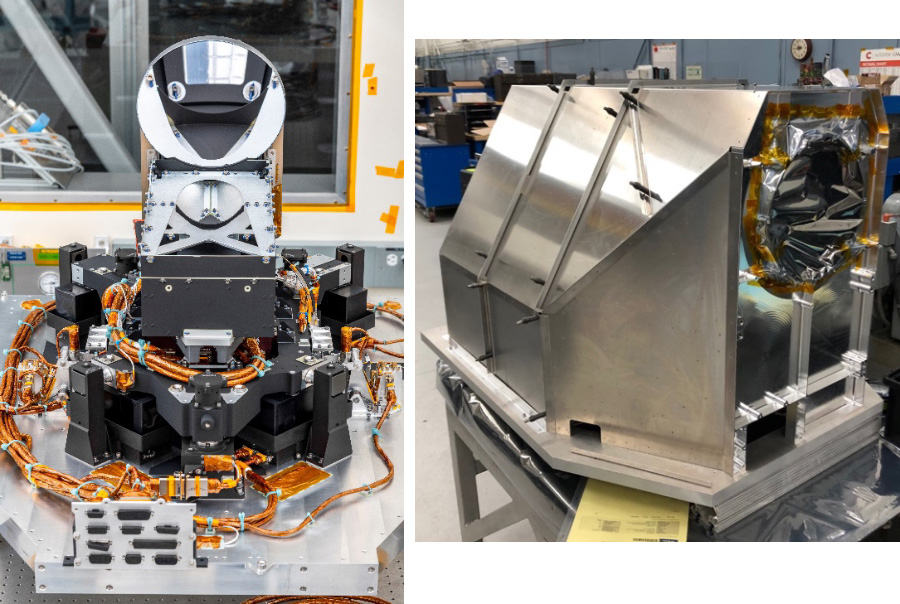
Équipement DSOC de la sonde spatiale Psyché. À gauche le banc optique qui comprend notamment le miroir primaire et la plateforme montée sur des plots mobiles permettant d'ajuster le pointage avec 6 degrés de liberté. À droite l'enveloppe du banc optique.

### Modulation du signal
En fonction des caractéristiques de la liaison à réaliser, différents types de modulation du signal optique peuvent être choisis :
- La modulation tout ou rien (OOK) est la forme la plus simple de modulation par déplacement d'amplitude (ASK). Les données numériques sont représentées par la présence ou l'absence d'une onde porteuse. Mais le débit obtenu est relativement faible
- La modulation en position d'impulsions (PPM) avec un comptage des photons. Un symbole de M bits en une seule impulsion codée parmi un alphabet de {\displaystyle 2^{M}} transitions possibles dans le temps. Ceci est répété chaque T secondes, ce qui permet d'atteindre un débit binaire égal à M/T. Cette technique est extrêmement efficace (théoriquement 1 photon permet de déduire jusqu'à 5 bits d'information) et, à ce titre, est idéale pour les liaisons à grande distance caractérisées par un signal optique très faible. C'est la technique utilisée par exemple dans l'expérience LLCD de la NASA embarquée sur la sonde spatiale LADEE en orbite autour de la Lune.
- La modulation par changement de phase avec information portée par le déphasage entre deux signaux successifs (DPSK et toutes ses variantes dont BPSK, QPSK) est moins efficace (ratio bit/photon) mais peut être facilement qualifiée pour un usage spatial. Elle permet d'atteindre lorsque les distances sont peu importantes (orbite basse) des débits atteignant des dizaines de gigabits par seconde.

### Station terrienne

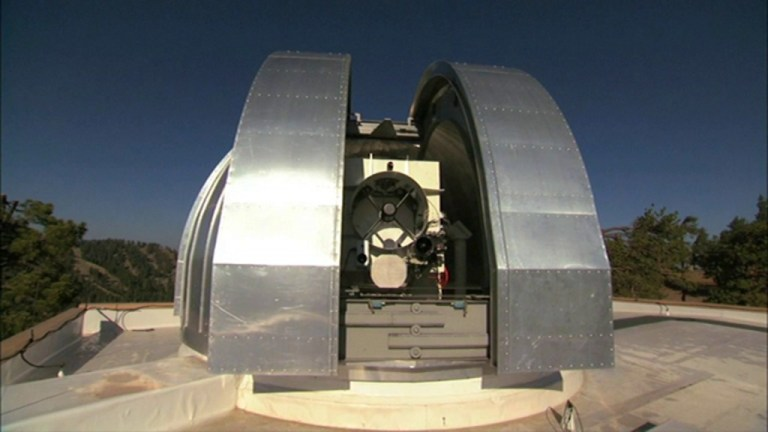
Station terrienne optique OGS-1 de l'observatoire de Table Mountain en Californie qui est utilisée par l'expérience LCRD.

Les stations terriennes utilisées pour les liaisons optiques spatiales sont différentes des stations mises en œuvre pour les liaisons radio. Le récepteur (généralement un télescope à miroirs) doit pouvoir focaliser avec une grande précision l'énergie optique. Les stations de réception sont souvent situés sur les sites des observatoires astronomiques qui disposent de conditions environnementales optimales pour les émissions optiques : transparence de l'atmosphère, nébulosité faible, absence de pollution, ... La station doit pouvoir être protégée par un dome durant les épisodes de mauvais temps mais opèrent à ciel ouvert. Les stations qui utilisent un émetteur laser doivent être situées loin des aéroports pour ne pas constituer une source de danger pour les pilotes d'avion. Typiquement un émetteur laser d'une station terrienne à une puissance de quelques dizaines de Watts. En 2023 la plupart des stations terriennes optiques sont des installations expérimentales.

Détecteur de photons SNSPD installé dans le plan focal du télescope Hale du Mont Palomar utilisée comme station de réception pour l'expérience DSOC
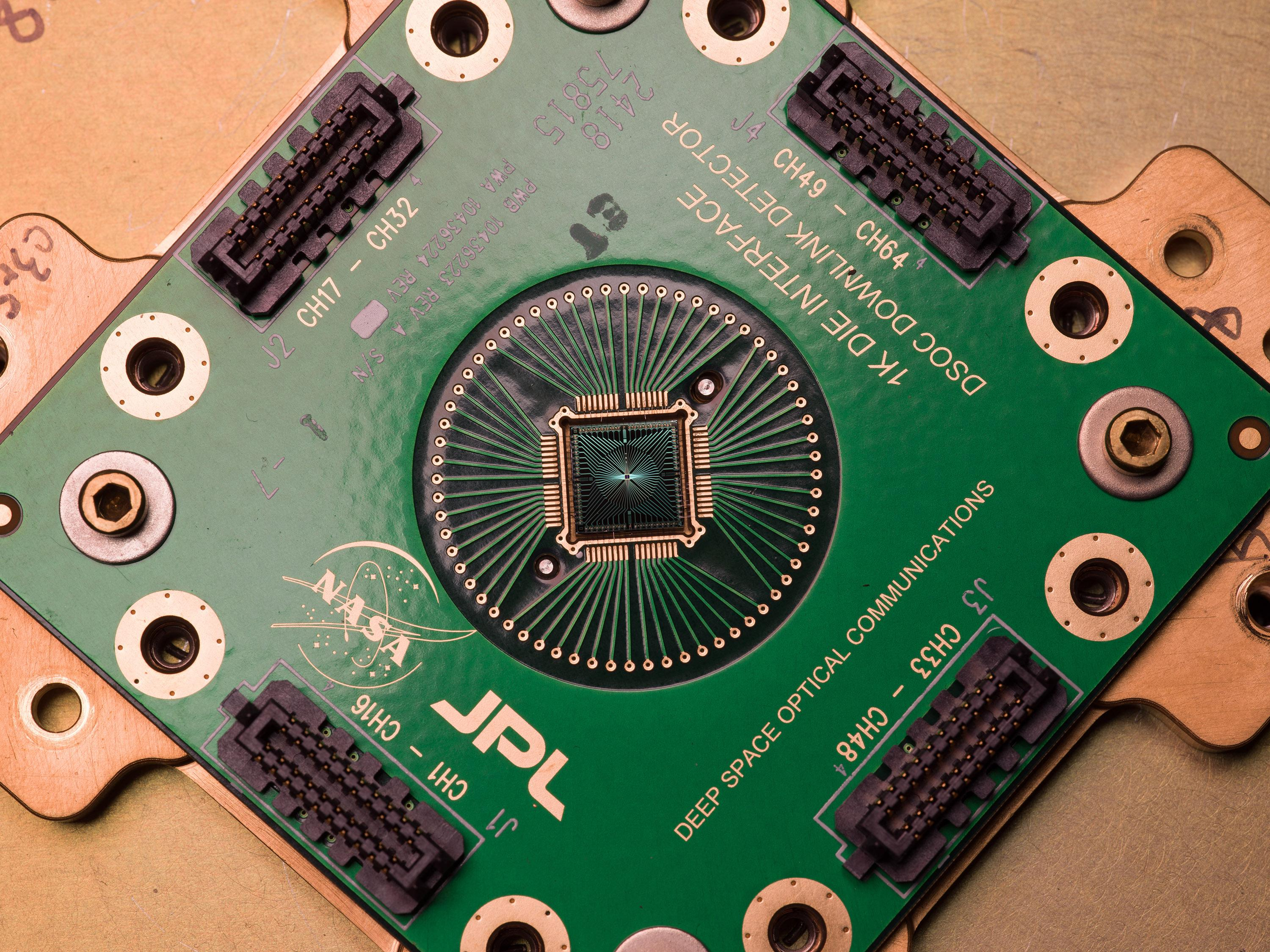
Le détecteur SNSPD monté sur son support.
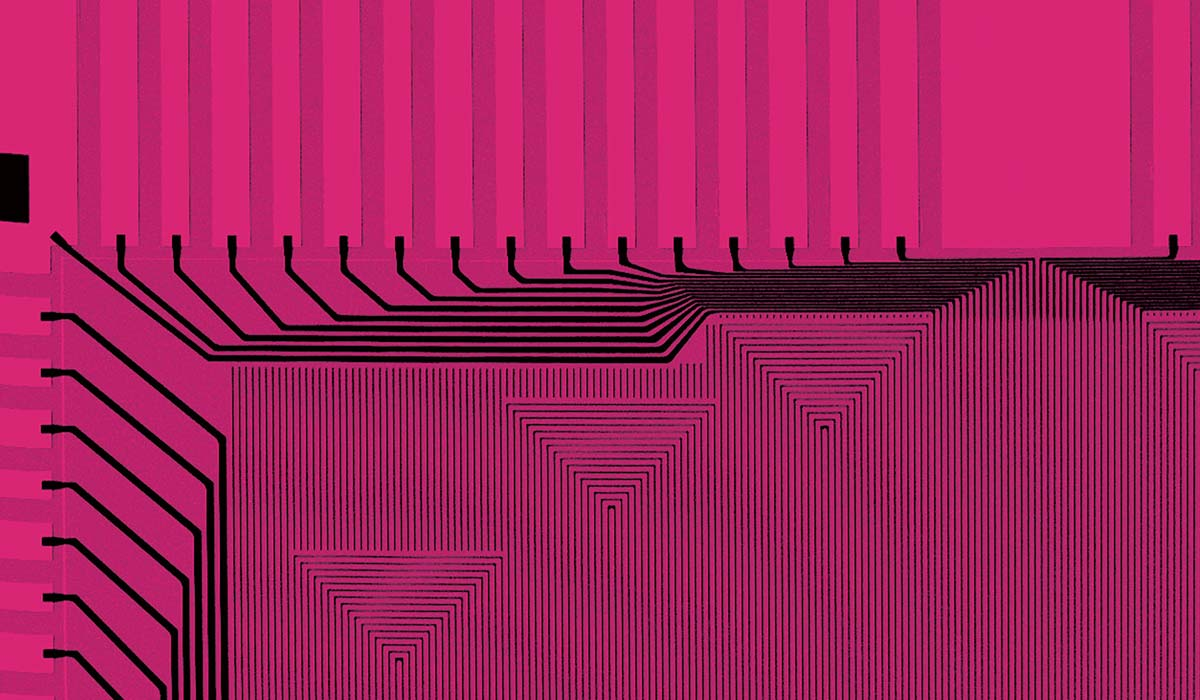
Détail du détecteur.

## Applications

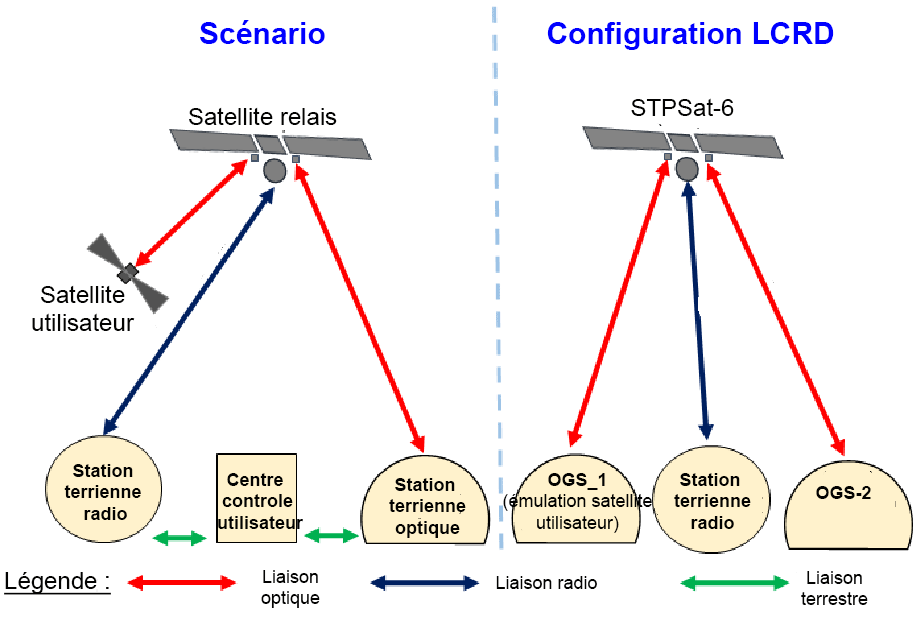
Configuration de l'expérience LCRD destinée à tester un scénario de communication optique entre un satellite utilisateur et une station terrienne via un satellite relais. Le satellite utilisateur est simulé par une des stations terriennes optiques OGS. Le satellite relais transmet les données vers le sol en utilisant à la fois une liaison optique et radio.

Une liaison optique spatiale peut être utilisée dans les configurations suivantes : 
- liaison directe entre satellite circulant généralement en orbite basse et station au sol,
- liaison entre satellite en orbite basse et station au sol via un satellite géostationnaire servant de relais. Ce dernier fixe au-dessus du sol dispose d'une liaison permanente (optique ou radio) avec une station terrienne. C'est la configuration du système ERDS européen qui comprend deux satellites géostationnaires et permet en 2023 aux satellites d'observation de la Terre de l'agence de transférer quasiment en continu les données collectées vers la Terre..
- liaison entre une sonde spatiale circulant dans le système solaire à de très grandes distances et la Terre
- liaison entre satellites d'une constellation de satellites circulant sur une orbite basse terrestre. L'utilisation d'une liaison optique permet d'éviter la multiplication des stations terriennes en créant un réseau de communications dans l'espace dans lequel les données circulent avec un fort débit (bien supérieur à ce que permet une liaison radio). Les liaisons optiques ne sont pas handicapées par l'atmosphère mais les terminaux optiques embarqués doivent disposer de système de pointage particulièrement agiles car les satellites ne circulant pas dans le même plan orbital ont des vitesses relatives très élevées. Par ailleurs les terminaux optiques sont des équipements couteux (mais sans doute moindre que celui d'un réseau de stations terriennes denses). Ce type d'application est par exemple mis en œuvre par Starlink (internet par satellite) et ses concurrents ainsi que par le réseau militaire américain Transport Layer.

## Historique
Alors que les applications terrestres des liaisons optiques se développent rapidement dans les années 1970 à travers la création de réseaux utilisant la  fibre optique, leur application dans le domaine spatial est freiné par l'impact de l'atmosphère sur les signaux optiques. Ce n'est que dans les années 1990 que les premières expériences sont réalisées par la NASA et le Japon. En 1992 la NASA réalise la première liaison optique spatiale dans le cadre de son projet GOPEX. Le signal d'un laser d'une puissance de l'ordre du mégawatt émettant dans la longueur d'onde 532 nanomètres est détecté par une caméra embarquée sur la sonde spatiale Galileo alors distante de 6 millions de kilomètres. En 1994 l'agence spatiale japonaise NICT réalise la première liaison optique entre l'espace et la Terre via un terminal laser installé à bord du satellite géostationnaire ETS-VI. Depuis le début des années 2000, profitant de la mise au point de composants intégrés utilisés par les réseaux terrestres, les liaisons optiques spatiales font l'objet de nombreuses expérimentations en particulier de la part de l'agence spatiale américaine, la NASA, :

### Agence spatiale européenne
Les expérimentations menées par l'Agence spatiale européenne sont les suivantes :
- SILEX (Semiconductor Laser Inter-Satellite Link Experiment) était une expérience de liaison par laser menée par l'Agence spatiale européenne et le CNES entre le satellite SPOT 4 circulant en orbite terrestre basse et ARTEMIS circulant en orbite géostationnaire. La première liaison fonctionnelle date de novembre 2001[19]. Le débit était de 50 mégabits par seconde. Le laser de type GaAlAs fonctionnait dans la longueur d'onde 800 nm. La réception utilisait des matrices de CCD et un miroir à basculement. La modulation était de type PPM.
- EDRS est un système de communications déployé en 2016 et 2018 par l'Agence spatiale européenne sur des satellites de télécommunications commerciaux en orbite géostationnaire. Ces terminaux optiques embarqués servent de relais entre les satellites de l'agence spatiale circulant en orbite basse et les stations terrestres. Il repose sur un système de communication par laser développé par la société  Tesat Spacecom avec le soutien de l'agence spatiale allemande DLR. Ce système doit être également installé à bord des satellites dont les données sont relayées mais il présente l'avantage de permettre un débit instantané particulièrement élevé de 1,8 gigabits par seconde (et 40 téraoctets par jour)[20].

### NASA

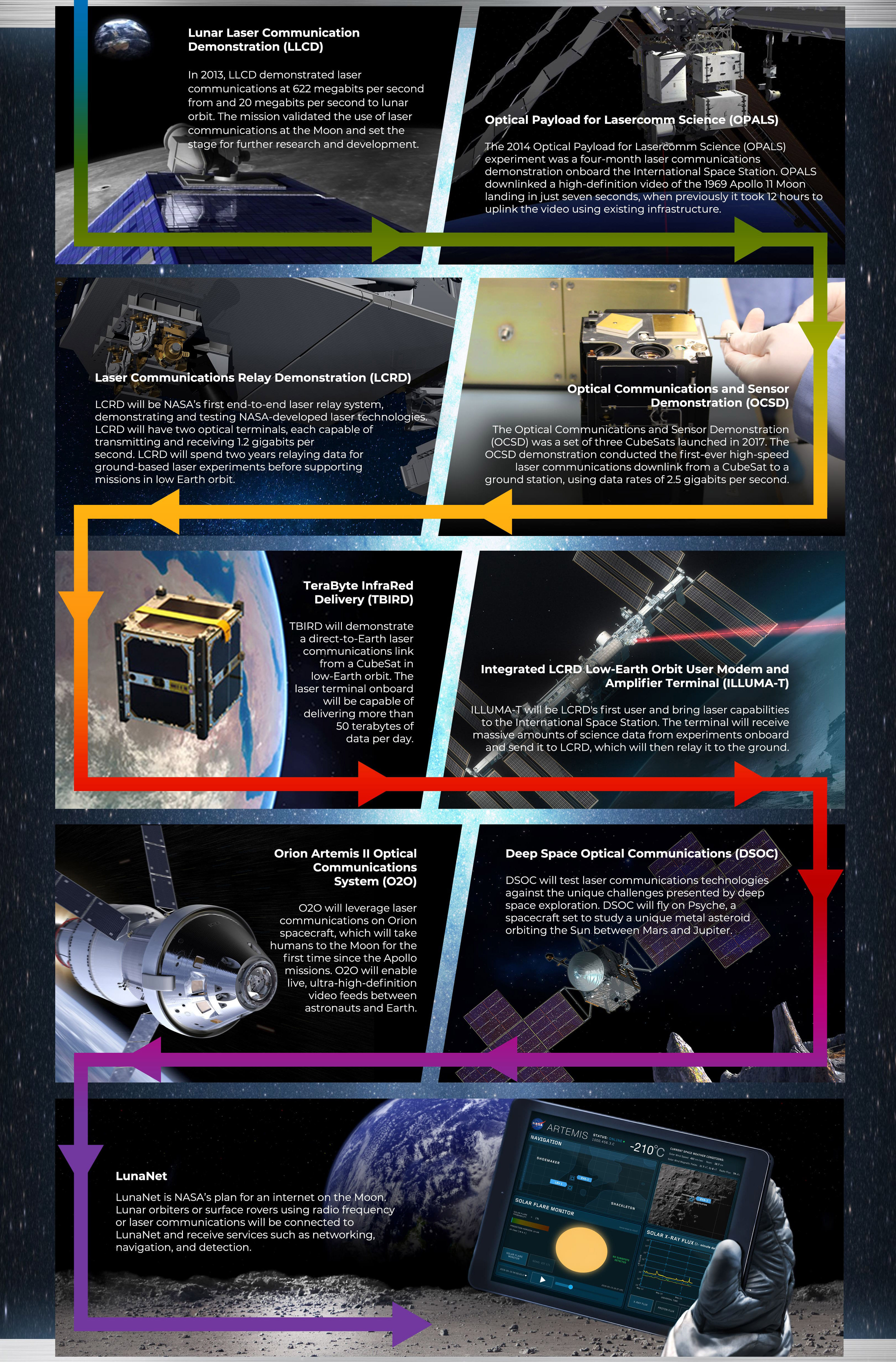
Feuille de route des expériences de la NASA dans le domaine des communications optiques spatiales.

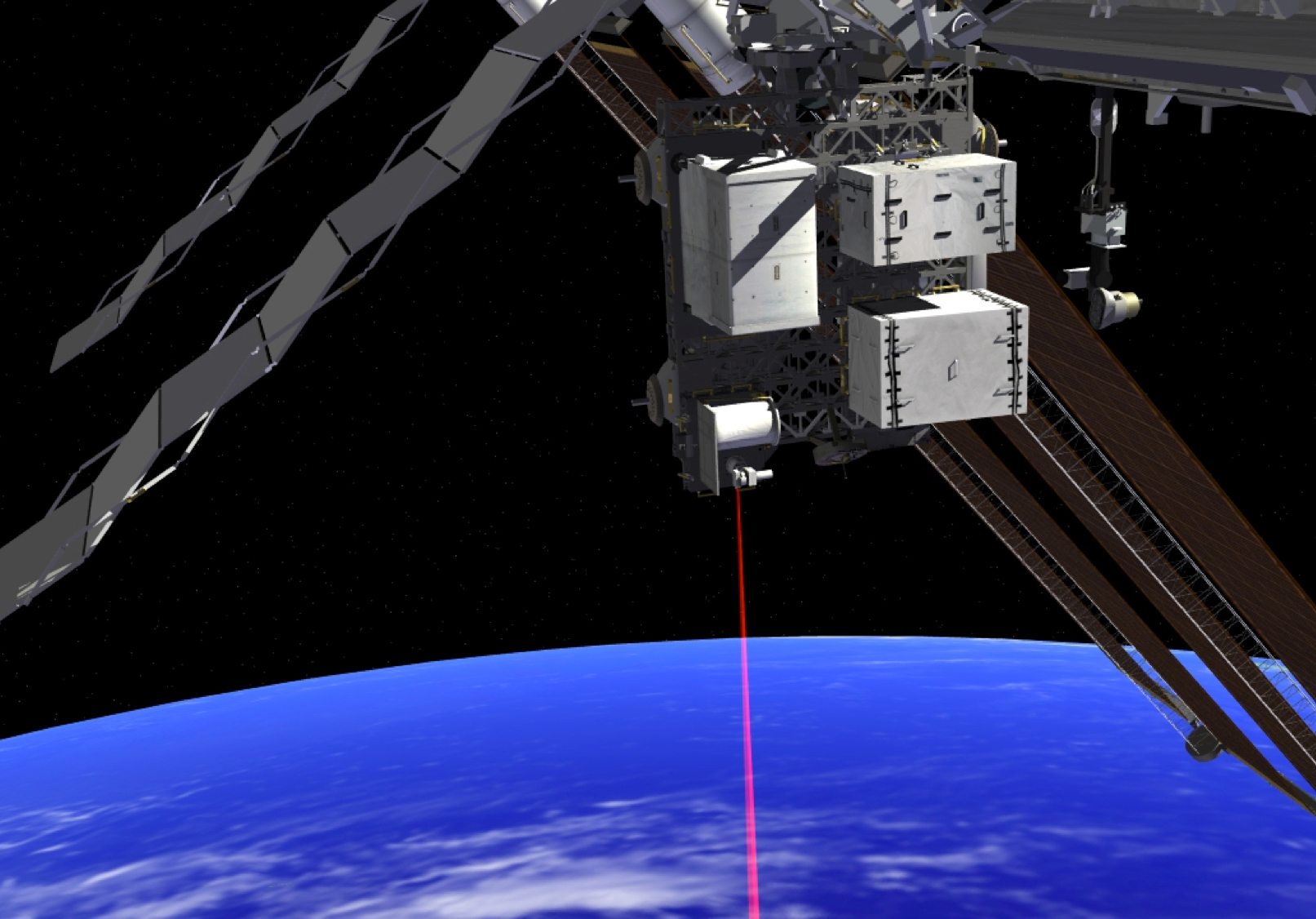
Vue d'artiste de l'expérience de communication spatiale optique OPALS de la NASA installée à l'extérieur de la Station spatiale internationale.

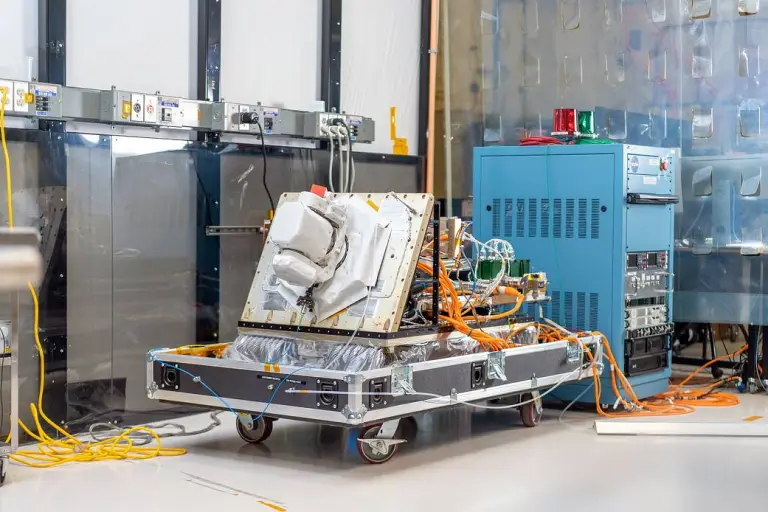
Terminal optique ILLUMA-T en cours d'assemblage au centre de vol spatial Goddard.

Depuis le début de la décennie 2010 la NASA développe une série d'équipements de télécommunications optiques dans le cadre du programme Space Communications and Navigation Program (SCaN). Ces équipements sont testés au cours de missions spatiales dédiées ou non. L'objectif est de mettre au point des systèmes complètement opérationnels couvrant les différents besoins : 
- L'expérience LLCD (Lunar Laser Communications Demonstration) est un démonstrateur technologique de la NASA destiné aux communications optiques entre la sonde spatiale lunaire LADEE en orbite autour de la Lune et une station terrestre. La mission qui s'est déroulée en 2013/2014 a permis d'atteindre un débit descendant de 622 mégabits/s et ascendant de 20 mégabits/s[21].
- OPALS (Optical PAyload for Lasercomm Science) est une expérience de télécommunications optique expérimentale de la NASA installée à bord de la Station spatiale internationale qui a fonctionné durant 4 mois à compter d'avril 2014[22].
- OCSD est une expérience destinée à tester un terminal optique compact embarqué sur un nono-satellite de type CubeSat 1,5U (10  x 10   x 17 centimètres) d'une masse d'environ 2,5 kilogrammes. Contrairement aux terminaux optiques embarqués jusque là le laser n'est pas orientable de manière indépendante pour obtenir la précision de pointage nécessaire vers la station de réception sur Terre. Le pointage est uniquement pris en charge par le système de contrôle d'attitude du CubeSat qui est optimisé pour permettre une précision de 0,05° soit 20 fois mieux que les performances habituelles sur ces nano-satellites. La suppression d'un système de pointage indépendant permet d'alléger de manière substantielle le volume et la masse du terminal optique embarqué. Trois satellites OCSD ont été lancés. Le premier placé en orbite en octobre 2015 a été utilisé pour mettre au points certains composants. Les deux suivants placés en orbite en novembre 2017 ont permis d'atteindre un débit de 200 mégabits/seconde au cours de liaisons avec une station terrienne équipé d'un télescope ayant une ouverture de 30 centimètres[23].
- LCRD (Laser Communications Relay Demonstration) est un démonstrateur technologique de la NASA destiné à tester la technique des communications optiques entre un satellite géostationnaire et une station terrestre. L'émetteur doit être embarqué sur un satellite expérimental de l'Armée de l'Air qui doit être placé en orbite en 2019. Deux télescopes seront mobilisés au sol pour recevoir les données : l'OCTL du centre JPL situé Table Mountain en Californie doté d'un télescope de 1 mètre d'ouverture et une station à Hawaï dotée d'un télescope ayant une ouverture de 60 cm. Les deux stations sont également équipées d'un émetteur laser[24].
- ILLUMA-T (Integrated LCRD Low-Earth Orbit User Modem and Amplifier Terminal) est un terminal de télécommunications laser installé  en 2023 à bord de la Station spatiale internationale. Il est conçu pour communiquer avec le LCRD installé à bord d'un satellite géostationnaire avec un débit de 1,2 gigabits par seconde. L'ensemble constitué par le LCRD et ILLUMA-T forme le premier système de télécommunications permettant une communication optique de bout en bout via un satellite relais géostationnaire[25].
- TBIRD (TeraByte InfraRed Delivery) est un terminal optique miniaturisé expérimental  installé à bord d'un nano-satellite de type CubeSat 6U. Placé en orbite terrestre basse le 25 mai 2022 à bord du nano-satellite TD-3, le terminal optique TBIRD a démontré sa capacité à transmettre des données vers une station terrestre avec un débit atteignant 100 et 200 gigabits/seconde et à transférer au cours du survol d'une station terrestre d'une durée de 5 minutes plus d'un teraoctets de données sans erreur[26].
- La NASA doit lancer en octobre 2023 la sonde spatiale Psyché qui est  équipée à titre expérimental d'un système de télécommunications optique DSOC (Deep Space Optical Communication). La sonde spatiale doit se placer en orbite autour d'un astéroïde qui circule à une distance du Soleil comprise entre 2,5 et 3,2 Unités Astronomiques[27].
- Dans le cadre de la mission Artemis II du programme Artemis, le vaisseau Orion, qui transportera un équipage autour de la Lune en 2024, utilisera à titre expérimental un système de communications optique baptisé O2O (Optical to Orion) pour communiquer avec le centre de contrôle sur Terre. Cet équipement sera utilisé pour valider l'utilisation  de ce type de système par des missions avec équipage. O2O sera utilisé dans le cadre de cette mission pour transmettre les données scientifiques, les procédures, les plans de vol et les communications voix-voix. Le débit pourra atteindre jusqu'à 240 mégabits par seconde. O2O utilise le terminal optique MAScOT déjà employé par les expériences de la NASA LCRD et ILLUMA-T. Des sessions de communication quotidiennes sont programmées au cours de la mission durant les périodes de visibilité d'un des deux terminaux optiques terrestres situés respectivement sur le site de la NASA de White Sands (Nouveau-Mexique) et sur le site de l'observatoire de Table Mountain (Californie)[28],[29].
- La NASA envisage de déployer internet sur la Lune dans le cadre du programme Artemis en s'appuyant sur des liaisons à la fois optiques et radio. Ce système, baptisé LunarNet, serait utilisé à la fois par les orbiteurs lunaires et les astromobiles circulant à la surface de la Lune pour permettre le travail en équipe, la navigation et la détection.

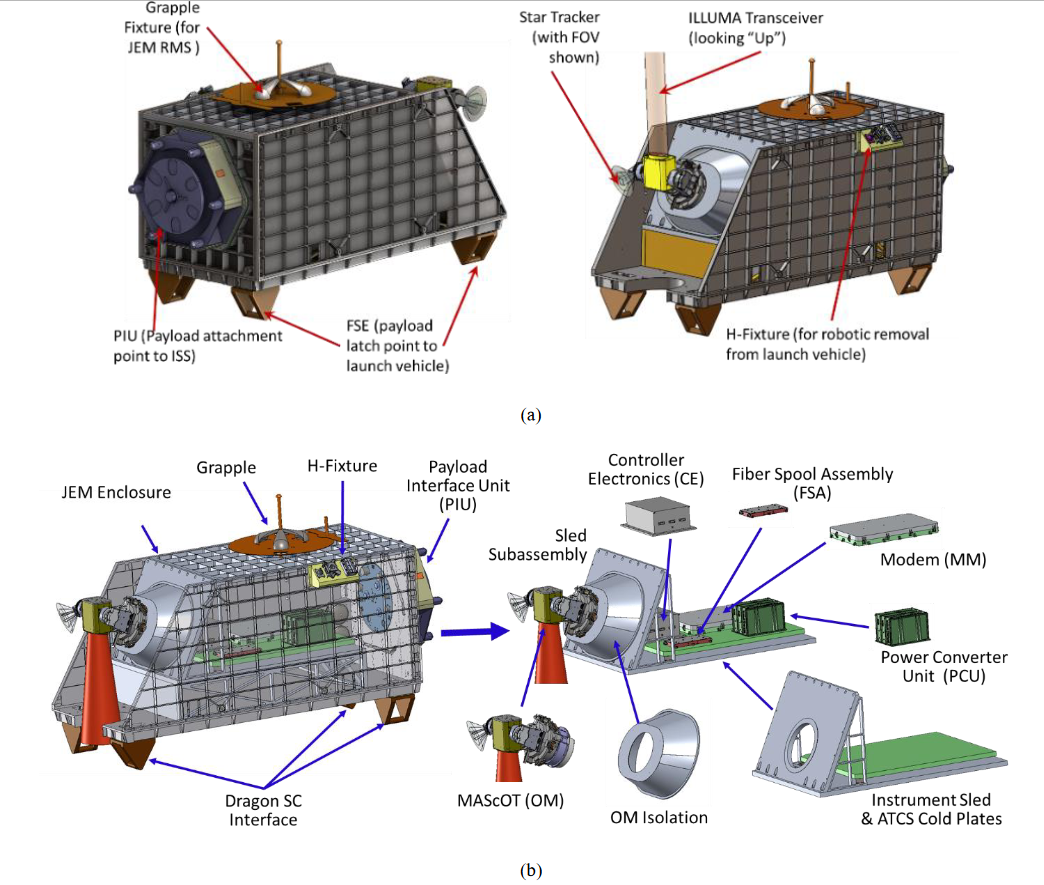
Schéma du terminal optique ILLUMA-T qui est installé à bord de la Station spatiale internationale dans le cadre de l'expérience LCRD.

### Agence spatiale japonaise
Le satellite japonais JDRS-1, placé en orbite géostationnaire fin novembre 2020, sert de relais entre les satellites militaires et civil japonais circulant en orbite basse et les stations terriennes. Il dispose d'un système de communication laser, baptisé LUCAS (Laser Utilizing Communication System) qui fonctionne dans le proche infrarouge et permet un débit de 1,8 gigabits par seconde. Cet équipement a été mis au point à bord du satellite Kirari lancé en 2005. Deux satellites d'observation de la Terre, ALOS-3 et ALOS-4 qui doivent être lancés au début de la décennie 2020 seront équipés de terminaux LUCAS et pourront utiliser cette liaison optique. Cette liaison optique doit être également utilisée par les satellites de reconnaissance optique et radar IGS (militaires).

### Synthèse des expériences et applications opérationnelles
| Date                                         | Organisation           | Pays       | Expérience/Application | Satellite                       | Type de liaison                                                         | Débit¹                | Masse   | Longueur d'onde¹  | Modulation    | Autres caractéristiques                                                                                               |
| -------------------------------------------- | ---------------------- | ---------- | ---------------------- | ------------------------------- | ----------------------------------------------------------------------- | --------------------- | ------- | ----------------- | ------------- | --- |
| 2005                                         | JAXA                   | Japon      | LUCE                   | OICETS                          | Orbite basse-Terre                                                      | 50 mégabits/s         | 100 kg  | 847 nm            | OOK           | |
| 2007                                         | Missile Defense Agency | États-Unis | LCT                    | NFIRE                           | Orbite basse-Terre                                                      | 5600 mégabits/s       | 35 kg   | 1064 nm           | BPSK homodyne | |
| 2011                                         | CNSA                   | Chine      | LCE                    | Haiyang-2A                      | Orbite basse-Terre                                                      | 504 mégabits/s        | 67,8 kg |                   |               | |
| 2014                                         | NASA / JPL             | États-Unis | OPALS                  | Station spatiale internationale | Orbite basse-Terre                                                      | 50 mégabits/s         | 180 kg  | 1550 nm           | OOK           | |
| 2014                                         | NICT                   | Japon      | SOTA                   | SOCRATES                        | Orbite basse-Terre                                                      | 10 mégabits/s         | 5,9 kg  | 800, 980, 1549 nm | OOK           | |
| 2016                                         | DLR                    | Allemagne  | OSIRISv2               | BIROS                           | Orbite basse-Terre                                                      | 1000 mégabits/s       | 1,65 kg | 1550 nm           | OOK           | |
| 2016                                         | ACS                    | Chine      | MCLCD                  | Micius                          | Orbite basse-Terre                                                      | 5120 mégabits/s       | ? kg    | 1550 nm           | DPSK          | |
| 2013                                         | NASA / JPL             | États-Unis | LLCD                   | LADEE                           | Orbite lunaire-Terre                                                    | 622 Mégabits/s        |         |                   | PPM           | |
| 2013                                         | NASA / JPL             | États-Unis | OCSD                   | OCSD                            | Orbite basse- Terre                                                     | 200 Mégabits/s        | 1 kg    |                   |               | |
| 2016                                         | ESA                    | Europe     | ERDS                   | Sentinel, Eutelsat 9B, Hylas    | Orbite basse - Orbite géostationnaire                                   | 1,8 gigabits/s        | 56 kg   | 1064 nm           | BSPK          | Système opérationnel Puissance laser : 2,2 Watts Diamètre télescope : 13,5 cm Distance > 45 000 km Taux d'erreur 10−8 |
| 2019                                         | NASA / JPL             | États-Unis | LCRD                   | STPSat-6                        | Orbite géostationnaire - Terre et Orbite basse - Orbite géostationnaire | 311 à 2880 Mégabits/s | kg      |                   | OOK et DPSK   | Deux émetteurs optiques distincts utilisant un télescope de 10,8 cm d'ouverture. Hébergés par un satellite militaire. |
| 2022                                         | NASA / JPL             | États-Unis | TBIRD                  | PTD-3                           | Orbite basse- Terre                                                     | 200 gigabits/s        | 3 kg    | 1550 nm           | QPSK          | Embarqué sur un CubeSat 6U                                                                                            |
| 2023-2024                                    | NASA / JPL             | États-Unis | DSOC                   | Psyche                          | Ceinture des astéroïdes - Terre                                         | 133 megabits/s        | kg      | 1550 nm           | PPM           | |
| 2024                                         | NASA / JPL             | États-Unis | O2O                    | Orion (Artemis II)              | Orbite lunaire - Terre                                                  | 240 megabits/s        | kg      | nm                |               | |
| ¹ Émission par le terminal optique en orbite |                        |            |                        |                                 |                                                                         |                       |         |                   |               | |

## Systèmes opérationnels et perspectives
En 2023 il existe peu de systèmes opérationnels. On peut citer le système ERDS de l'agence spatiale européenne. Deux satellites géostationnaires, positionnés aux longitudes 9° et 31°E et jouant le rôle de relais, sont équipés d'un terminal optique qui permette aux  satellites d'observation de la Terre de l'agence circulant en orbite basse et équipés de terminaux optiques de leur transmettre leurs données. En 2023 six satellites d'observation de la Terre dont quatre  Sentinel sont équipés de terminaux optiques leur permettant de transférer les données selon ce mode. L'application la plus impressionnante par le nombre de satellites déployés est la constellation Starlink (liaisons inter-satellites). Enfin le département de la Défense américain déploie un réseau de satellites, baptisé Transport Layer, chargé de relayer toutes les données collectées par les différents types de satellites militaires circulant en orbite basse à l'aide de deux à quatre terminaux optiques. Le déploiement en orbite de 20 satellites expérimentaux a débuté en 2023.

## Réglementation
La technologie des liaisons optiques spatiales est encore largement dans une phase expériementale et il n'existe pas, courant 2023, de dispositifs et d'organismes internationaux réglementant son usage. Le Comité consultatif pour les systèmes de données spatiales, qui réunit des représentants des principales agences spatiales, a esquissé un "Livre rose" destiné à facilité l'interopérabilité et les fonctions de support des différents systèmes de communication optique spatiaux. Il existe également un groupe de travail sur le sujet réunissant des représentants de la NASA et de l'Agence spatiale européenne. Contrairement à ce qui se passe dans le domaine des ondes radio, très réglementé du fait des interférences potentielles entre les différents utilisateurs, l'utilisation du spectre optique ne fait pas l'objet d'une régulation par un organisme pour deux raisons : la forte directivité des communications optiques qui rendent les interférences peu probables et le faible nombre de liaisons optiques déployées. Les autorités réglementaires américaines (la FAA) est consultée lorsqu'un terminal laser au sol peut émettre un rayonnement susceptible d'aveugler les pilotes d'avion (les émissions laser depuis l'espace ne sont pas concernées car le faisceau lumineux est largement dispersé lorsqu'il arrive à proximité du sol).

## Fournisseurs de composants et centres de recherche impliqués
En 2023 les principaux fournisseurs de terminaux optiques sont la société suisse Tesat  filiale d'Airbus Allemagne, les sociétés américaines Mynaric, Skyloom, Honeywell, SA Photonics ainsi que SpaceX qui fabrique en interne les équipements de ses satellites Starlink. Parmi les centres de recherche impliqués dans la mise au point de ces équipements figurent le Laboratoire Lincoln du Massachusetts Institute of Technology (MIT) qui met au point certains équipements de la NASA, l'Université d'État de l'Ohio liée à Mynaric et l'Université de Dayton qui travaille sur les projets de l'Armée de l'Air américaine.